# مبادرة الاقتصاد الدائري للكربون
مبادرة الاقتصاد الدائري للكربون هي مبادرة طرحتها المملكة العربية السعودية خلال رئاستها لقمة مجموعة العشرين في نوفمبر 2020م بالرياض، الذي حظي باعتماد دول المجموعة كإطار عالمي متكامل لمعالجة انبعاثات الغازات الدفيئة وإدارتها عبر مختلف التقنيات. ويُعد هذا المفهوم حجر الأساس لإعادة التوازن إلى دورة الكربون على مستوى العالم.

## البرنامج الوطني للاقتصاد الدائري للكربون
تعتمد منهجية الاقتصاد الدائري للكربون على التقليل من انبعاثات غاز ثاني أكسيد الكربون، وإعادة استخدامها وتدويرها وإزالتها من البيئة.
سعيًا إلى تطوير هذا النهج، أطلقت السعودية البرنامج الوطني للاقتصاد الدائري للكربون، الذي تقوده جامعة الملك عبدالله للعلوم والتقنية "كاوست"، بهدف إعادة صياغة الحوار العلمي حول الكربون ودمج تدفقات الطاقة وموارد الكربون في منظومة اقتصادية دائرية. يقوم هذا النموذج على إعادة الاستخدام المستمر للهيدروكربونات المستخرجة من أراضي المملكة، بما يسهم في تقليل النفايات وتحقيق الاستدامة.
وتتماشى هذه الجهود مع رؤية السعودية 2030، حيث يعمل البرنامج وفق أربع استراتيجيات رئيسية: التخفيض، إعادة الاستخدام، التدوير، والإزالة. وقد جرى تصميم هذه الركائز لتقليل الانبعاثات وتعزيز النمو الاقتصادي والاجتماعي المستدام.
مشاريع ومبادرات ميدانية
ضمن مسار التنفيذ، أعلنت السعودية في منتدى مبادرة السعودية الخضراء بشرم الشيخ عن إطلاق المرحلة الأولى من مركز إقليمي لاحتجاز وتخزين ثاني أكسيد الكربون في مدينة الجبيل بطاقة أولية تصل إلى 9 ملايين طن سنويًا بحلول عام 2027، مع التوسع لاحقًا ليبلغ 44 مليون طن سنويًا بحلول 2035.
كما أطلقت المملكة ثلاثة مشاريع تجريبية لاستخدام الكربون في قطاعات الكهرباء والإسمنت والتعدين، بالشراكة مع "كاوست" و"نيوم" والشركة السعودية للكهرباء وأسمنت الصفوة ومعادن وجلف كرايو. وتهدف هذه المشاريع إلى دعم تطبيق الاقتصاد الدائري للكربون وخفض الانبعاثات في الصناعات كثيفة الاستهلاك للطاقة.

## دور المصانع السعودية
تملك السعودية خبرة عملية في احتجاز الكربون وتحويله إلى منتجات ذات قيمة. فعلى سبيل المثال، يقوم أحد مصانعها بتحويل نصف مليون طن من ثاني أكسيد الكربون سنويًا إلى أسمدة وميثانول، كما تدير منشآت أخرى للفصل والتخزين قادرة على معالجة 800 ألف طن إضافي سنويًا، إلى جانب استخدامها في تقنيات الاستخلاص المعزز للنفط.

## اعتماد عالمي
أقر وزراء طاقة مجموعة العشرين في اجتماعهم عام 2020م نهج الاقتصاد الدائري للكربون باعتباره أسلوبًا شاملًا وواقعيًا لإدارة الانبعاثات وتعزيز أمن الطاقة العالمي. ولتسريع العمل، أطلقت المجموعة منصة الاقتصاد الدائري للكربون (CCE) التي توفر دليلًا ومنهجًا لتبني هذه الرؤية، بما يتلاءم مع ظروف وأولويات كل دولة.
جهود الجامعات والشركات السعودية
جامعة الملك عبدالله للعلوم والتقنية (كاوست): تقود البحث العلمي في تقنيات إدارة الكربون، وتعمل على تطوير حلول مبتكرة تشمل الخلايا الشمسية من الجيل الجديد، إنتاج الهيدروجين، معالجة مياه الصرف، والزراعة الذكية المعتمدة على إعادة تدوير المخلفات.
أرامكو السعودية: تطبق أحدث تقنيات الثورة الصناعية الرابعة كالذكاء الاصطناعي والبيانات الضخمة للحد من الانبعاثات، وتُعد من الشركات الأقل كثافة كربونية في مجال الاستكشاف والإنتاج.
سابك: من أوائل الشركات العالمية التي أنشأت مصنعًا لإعادة استخدام الكربون، حيث يعالج 500 ألف طن سنويًا من ثاني أكسيد الكربون منذ 2015 لإنتاج مواد تدخل في الزراعة والأغذية والكيماويات. وتواصل الشركة التوسع في حلول الاقتصاد الدائري ضمن استراتيجيتها للاستدامة.

## أنظر أيضًا
- مبادرتي السعودية الخضراء والشرق الأوسط الأخضر.